# Hrabstwo Rusk (Teksas)

Piramida wieku hrabstwa

Hrabstwo Rusk – hrabstwo położone w USA w stanie Teksas. Utworzone w 1843 r. Siedzibą hrabstwa jest miasto Henderson. Częściowo obejmuje jeziora Cherokee, Martin Creek (na północnym wschodzie) i Jezioro Striker (na zachodzie). 
Do stycznia 2012 hrabstwo było jednym z tzw. dry county, czyli hrabstwem gdzie decyzją lokalnych władz obowiązywała całkowita prohibicja.

## Gospodarka
Na początku XXI wieku wydobycie ropy i gazu, przetwórstwo drewna i agrobiznes są kluczowymi elementami gospodarki regionu. 49% areału hrabstwa stanowią pastwiska, 19% uprawy i 26% to obszary leśne. 
- hodowla drobiu (9. miejsce w stanie), bydła i koni[3]
- uprawa choinek (18. miejsce)[3]
- wydobycie gazu ziemnego (24. miejsce) i ropy naftowej
- szkółkarstwo, uprawa warzyw, grochu, jęczmienia i orzechów pekan[3]
- przemysł mleczny[3]
- produkcja siana[3].

## Sąsiednie hrabstwa
- Hrabstwo Smith (północny zachód)
- Hrabstwo Gregg (północ)
- Hrabstwo Harrison (północny wschód)
- Hrabstwo Panola (wschód)
- Hrabstwo Shelby (południowy wschód)
- Hrabstwo Nacogdoches (południe)
- Hrabstwo Cherokee (południowy zachód)

## Miasta
- Henderson
- Kilgore
- Mount Enterprise
- New London
- Overton
- Reklaw

## Demografia
W 2020 roku 78,9% mieszkańców hrabstwa stanowiła ludność biała (63,0% nie licząc Latynosów), 17,5% to byli czarnoskórzy Amerykanie lub Afroamerykanie, 1,8% było rasy mieszanej, 1,1% to rdzenna ludność Ameryki i 0,7% to byli Azjaci. Latynosi stanowili 17,5% ludności hrabstwa.

## Religia
W 2010 roku w hrabstwie Rusk swoją działalność prowadzi wiele kościołów protestanckich (baptyści, metodyści, zielonoświątkowcy i inni), które są główną siłą religijną w hrabstwie. Kościół katolicki (6,5%) był drugim co do wielkości związkiem wyznaniowym po Południowej Konwencji Baptystów. Obecna była także niewielka społeczność mormonów (0,97%).